# توم هيل
توم هيل (بالإنجليزية: Tom Hill)‏ (1 يناير 1871 في المملكة المتحدة - ) هو لاعب كرة قدم بريطاني (وحمل سابقاً جنسية المملكة المتحدة لبريطانيا العظمى وأيرلندا) في مركز الهجوم. لعب مع ستوك سيتي.